# Verfassungsurkunde für die Königliche Residenzstadt Hannover

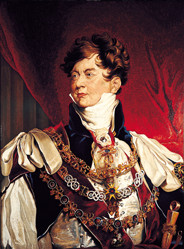
„Von Gottes Gnaden, Wir …“;
Georg IV., König des Vereinigten Königreichs von Großbritannien und Irland „erließ“ die Stadtverfassungen von 1821 und 1824 für Hannover

Die Verfassungsurkunde für die Königliche Residenzstadt Hannover erließ 1824 Georg IV. August Friedrich (englisch George Augustus Frederick), König des Vereinigten Königreichs von Großbritannien und Irland und König von Hannover, für die damalige Stadt Hannover. Die Urkunde bildete die Grundlage für die Vereinigung der Altstadt von Hannover mit der Calenberger Neustadt und markiert zugleich die im 19. Jahrhundert begonnenen „Eingemeindungen“ und Vergrößerungen des Stadtgebietes kurz vor dem Beginn der Industrialisierung im Königreich Hannover.

## Geschichte

### Vorgeschichte

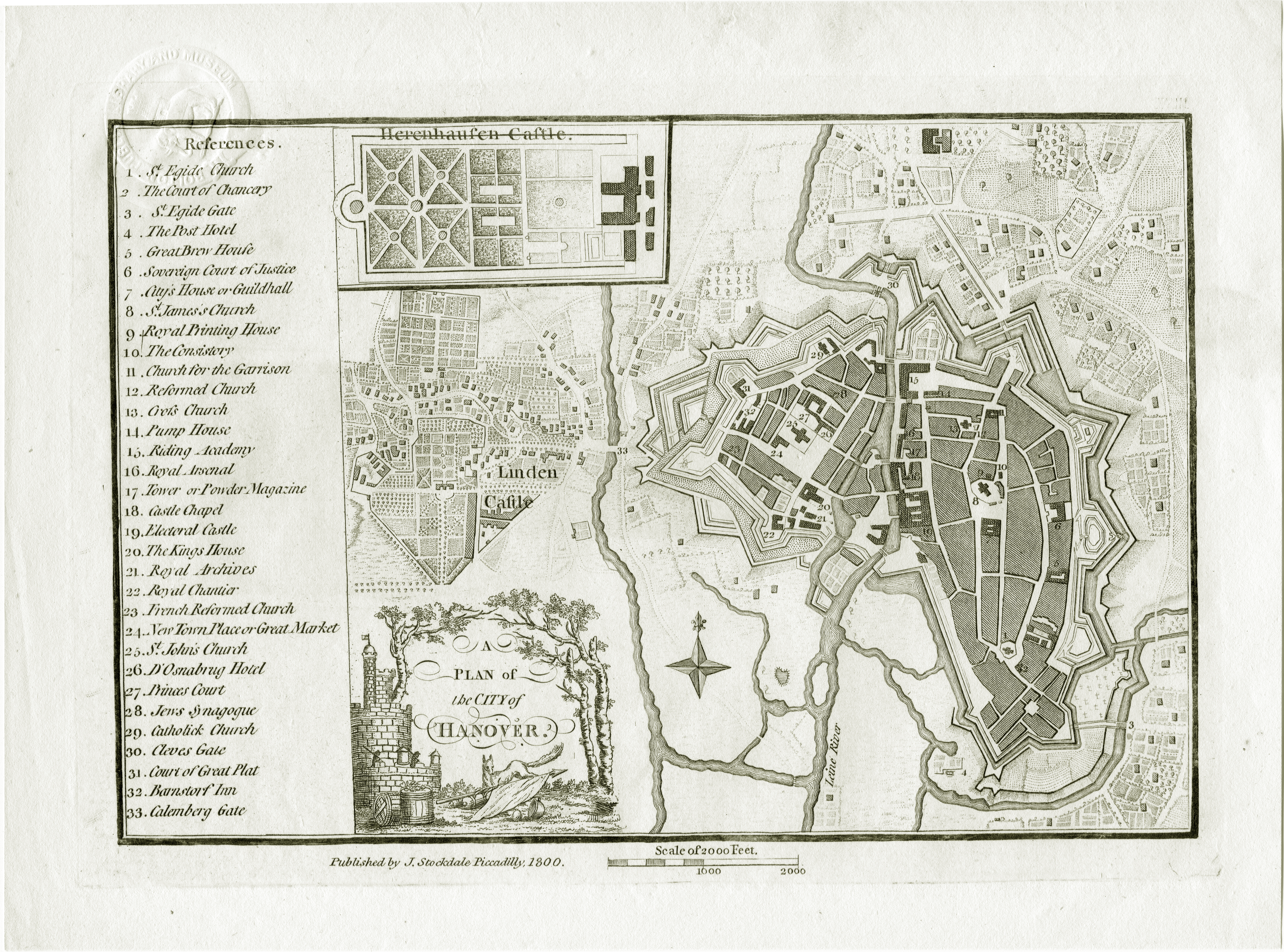
Die beiden selbständigen Städte Hannover und Calenberger Neustadt, umfasst mit der gemeinsamen Stadtbefestigung Hannovers, sowie das Dorf Linden;
Stadtplan Hannover von 1800, gedruckt in London

Das ursprünglich „landesherrliche Stadtregiment“ von 1699 wurde Anfang des 19. Jahrhunderts während der Zeit der Napoleonischen Kriege und des Königreichs Westphalen durch die französische Mairie-Verfassung ersetzt. Unmittelbar vor der französischen Besatzung der Residenzstadt Hannover waren Ernst Friedrich Hector Falcke und ab 1810 sein Nachfolger Ludwig Christian Wilhelm Zwicker Bürgermeister von Hannover. Zwicker musste im Zusammenhang mit der Eingliederung Hannovers in das Königreich Westphalen aus seinem Amt ausscheiden, übte seine zweite Amtszeit dann erst von 1813 bis 1820 aus.

### Neue Provisorische Verfassung für die Altstadt
Sieben Jahre nach dem Wiener Kongress und der Erhebung zum Königreich Hannover besuchte 1821 mit König Georg IV. von Großbritannien und Irland erstmals seit 1755 wieder ein Landesherr seine welfischen Stammlande. Am damaligen Steintor von Hannover zog er durch eine durch die Bürger errichtete „Ehrenpforte“ in die Stadt ein und nahm Residenz in Herrenhausen. Im selben Jahr trat die bis 1824 gültige „Neue Provisorische Verfassung der Altstadt“ in Kraft, Ebenfalls 1821 ergab eine Volkszählung 15.404 Einwohner für die beiden noch getrennt verwalteten Städte, für das Dorf Linden 1.617 Einwohner. Durch die provisorische Stadtverfassung wurden Justiz und Verwaltung in Hannover getrennt:
- Georg Ernst Friedrich Hoppenstedt übernahm als „Königlicher Kommissar“  die Reform und wurde dann als Stadtdirektor Leiter der städtischen Verwaltung.[9] Er war damit Mitglied des „verwaltenden Magistrats“, der unter anderem aus dem Stadtdirektor und 8 Senatoren bestand sowie zwei Sekretären.[6]
- Christian Philipp Iffland wurde dagegen zum Direktor des „Stadtgerichts“ ernannt.[9]

Der „verwaltende Magistrat“ und das Stadtgericht bildeten zusammen das „allgemeine“ Magistrats-Kollegium.
Ihm gegenüber stand das Bürgervorsteher-Kollegium. Die provisorische Stadtverfassung führte zur Einteilung der Altstadt in zwölf Distrikte mit je drei Bezirken, aus denen zwölf Bürgervorsteher und 39 Bezirksvorsteher gewählt wurden. Wählen dürften jedoch nur Bürger der obersten Steuerklasse, die zudem ein eigenes Haus in Hannover besaßen. Ihre konstituierende Sitzung hielten die Bürgervorsteher am 25. Februar 1821 ab.

### Verfassungsurkunde für die Königliche Residenzstadt Hannover
Die Verfassungsurkunde für die Königliche Residenzstadt Hannover erließ König Georg IV. 1824 noch völlig im Duktus des Absolutismus. Die mit der Erfindung der Dampfmaschine begonnene Industrialisierung hatte im Königreich Hannover kaum ansatzweise begonnen; der „Kalkjohann“ Johann Egestorff, Vater des späteren Industriellen Georg Egestorff, war jedoch schon 1822 als „Hofkalklieferant“ ausgezeichnet worden, betrieb regen Handel über die Leine-Schifffahrt zwischen seinen Kalköfen in Bremen und Linden und hatte immerhin bereits eine eigene Zucker-Siederei aufgebaut. Die erste Dampfmaschine wurde jedoch erst 1833 im Krankenhaus aufgestellt sowie in der „Lederfabrik August Söhlmann“.
Die neue Verfassung vereinigte insbesondere die beiden bis dahin getrennt verwalteten Städte der Altstadt von Hannover und die Calenberger Neustadt. Statt bisher 12 waren nun 16 Distrikte gebildet worden, die Zahl der Bürgervorsteher entsprechend auf 16 erhöht. Die Anzahl der Mitglieder des Magistratskollegium wurde nun auf 7 Beamte und 8 ehrenamtliche Senatoren aufgestockt; gewählt wurden die zusätzlichen Mitglieder gemeinsam durch die Versammlung des bisherigen Magistratskollegiums und des bisherigen Bürgervorsteherkollegiums, beide zusammen hatten das Wahl- beziehungsweise Präsentationsrecht. Beide zusammen schlugen für die Besetzung des Stadtdirektors, des Stadtgerichtsdirektors und des Stadtsyndikus jeweils drei Kandidaten vor; von diesen wählte das staatliche Kabinettsministerium jeweils einen aus und schlug ihn dem König zur Ernennung vor. 1824 kehrte Georg Ernst Friedrich Hoppenstedt als Geheimer Kabinettrat wieder in die Staatsregierung zurück, sein Nachfolger wurde Stadtdirektor Wilhelm Rumann.
Zusammengefasst hatten also nur die Bürger der obersten Steuerklassen ein „Wahlrecht“ für die Bürgervorsteher. Die personellen Ergänzungen bei der Zusammensetzung der städtischen Kollegien – aus„gewählt“ und mit drei Alternativen vorgeschlagen durch den Magistrat und das Bürgervorsteherkollegium – mussten durch die übergeordnete staatliche Instanz bestätigt werden, bevor letztlich der König allein die Entscheidung traf.

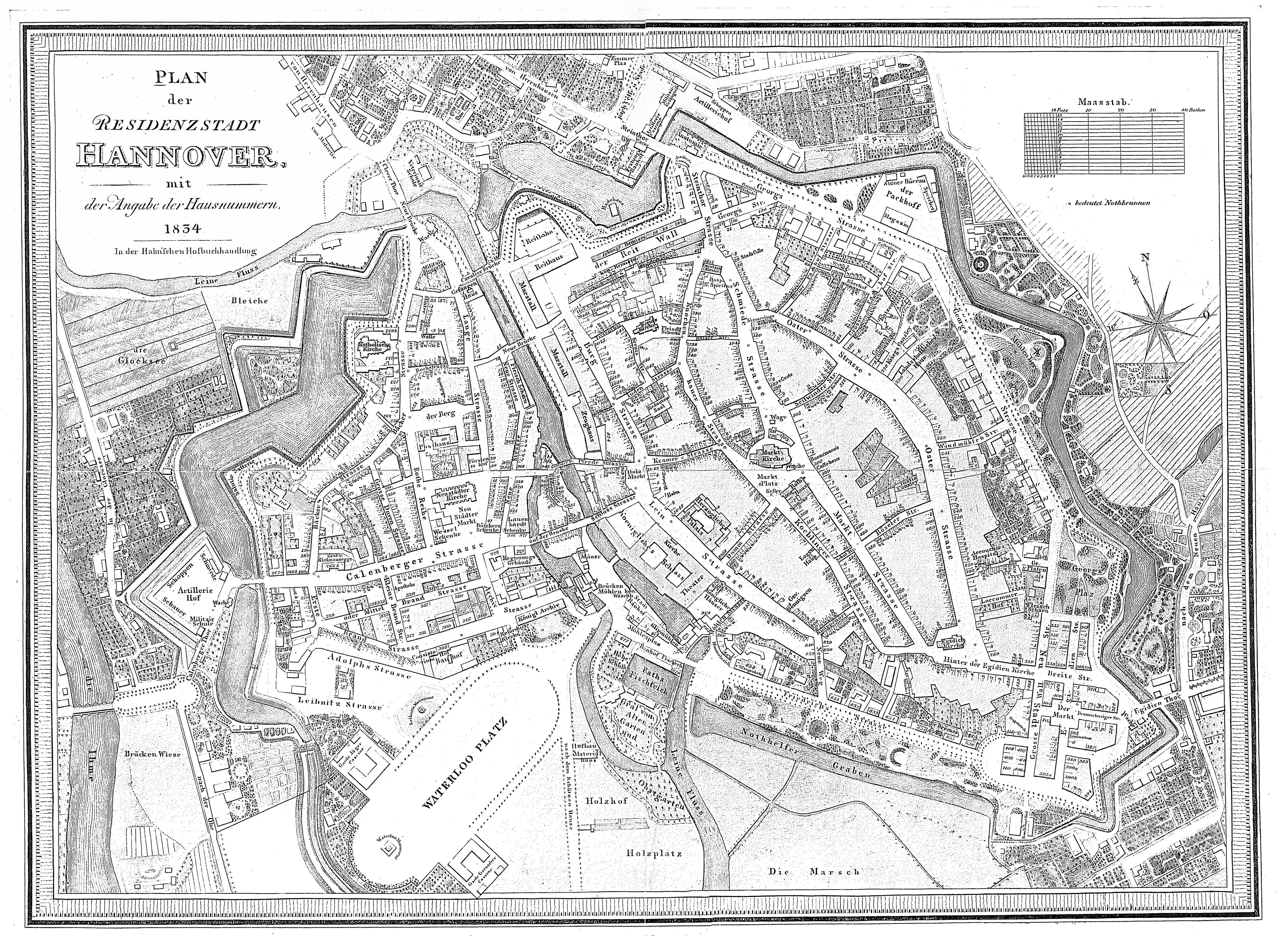
Stadtplan Hannover 1835: Der von Hofbaumeister Laves errichtete Waterlooplatz mit seiner Ausrichtung auf das landesherrliche Leineschloss spiegelt die absolutistische Grundhaltung der Zeit

Diese allein auf den König ausgerichtete, absolutistische Weltsicht spiegelt sich bis heute im Stadtplan Hannover wider: Den Zusammenschluss von Altstadt und Calenberger Neustadt bezog der hannoversche Hofbaumeister Georg Ludwig Friedrich Laves etwa bei seinem 1826 bis 1832 angelegten Waterlooplatz mit der Waterloosäule ein. In seiner absolutistischen Grundkonzeption ist die Achse des Platzes auf das landesherrliche Leineschloss ausgerichtet und in seiner Verlängerung auf den erst später, nach langem Streit mit dem konkurrierenden Stadtbaumeister August Heinrich Andreae ab 1843 errichteten ersten Bahnhofs der Stadt.
Doch erst mit der Entscheidung des neuen Königs Ernst August für den Bau der Eisenbahn und für den Standort des notwendigen Bahnhofs, erst mit der Anlage des Ernst-August-Platzes „in Form eines langgestreckten Fünfecks“ und als „Auftakt einer bis zum Georgsplatz reichenden stadtbildprägenden Raumfolge“ nach Plänen von Laves strebte der absolutistisch geprägte Stadtbau seinem Höhepunkt zu.

### Absolutistischer Städtebau in der späteren Industriestadt Linden

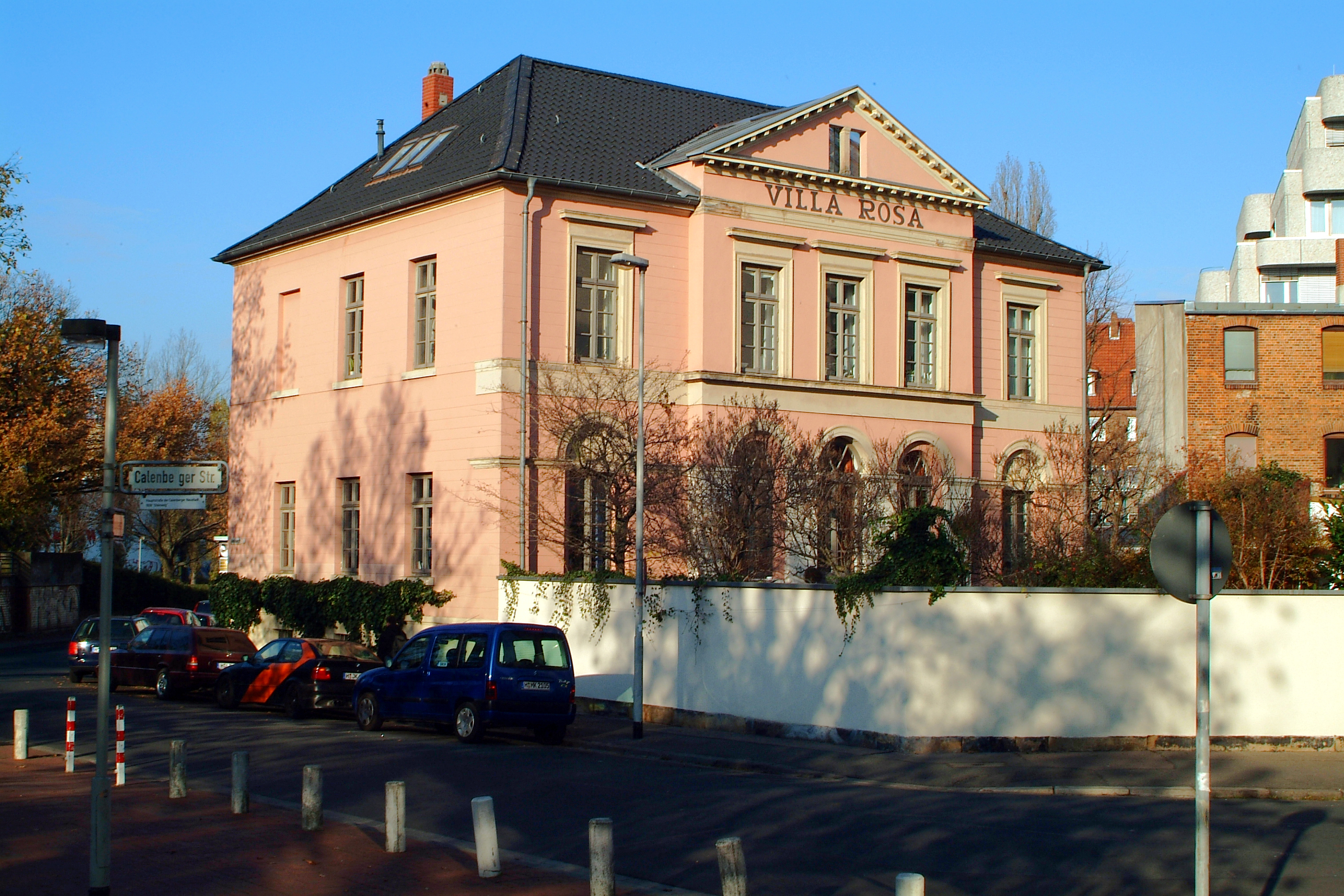
Die um 1830 von Georg Ludwig Friedrich Laves in der Glocksee errichtete Villa Rosa gilt als letzte Gartenvilla ihrer Art

Städtebaulich spiegelt sich die absolutistische Weltanschauung von 1824 auch in der erst mehr als ein halbes Jahrhundert später 1885 zur eigenständigen Stadt erhobenen Industriestadt Linden. Ab 1827 war noch um die Eingemeindung des seinerzeit „schönsten Dorfes des Königreichs“ gerungen worden, als die „hübschen Familien“ das Dorf längst als bevorzugten Gartenstandort und Villen-Vorort entdeckt hatten. Erst mit der ab 1830 dort einsetzenden Industrialisierung fand diese Entwicklung ihr Ende. Doch die Bebauung innerhalb des historischen Wegenetzes aus Limmerstraße, Kötnerholzweg und Fössestraße wurde noch nach 1850 auf der Grundlage des staatlichen Bebauungsplanes fortgesetzt, für den Laves die Vorarbeiten geliefert hatte.
Die um 1856 als Seitenweg der Blumenauer Straße im (heutigen) Stadtteil Linden-Nord entstandene Viktoriastraße wurde 1857 nach Viktoria, Königin des britischen Weltreiches, benannt, „da die Straße [angeblich] mit englischen Arbeitern (der Mechanischen Weberei) besiedelt“ war. Und noch nach der Gründung des deutschen Kaiserreichs wurde die um 1870 dort angelegte und 1872 benannte Albertstraße nach Prinz Albert, dem Gemahl der britischen Monarchin, benannt.